# Адміністративний устрій Кролевецького району
Адміністративний устрій Кролевецького району — адміністративно-територіальний поділ Кролевецького району Сумської області на 1 міську громаду та 19 сільську раду, які об'єднують 74 населених пунктів та підпорядковані Кролевецькій районній раді. Адміністративний центр — місто Кролевець.

## Список громадКролевецького району
- Кролевецька міська громада

## Список радКролевецького району
| №  | Назва                       | Центр          | Населені пункти | Площа км² | Місце за площею | Населення (2001), чол. | Місце за населенням |
| -- | --------------------------- | -------------- | --- | --------- | --------------- | ---------------------- | ------------------- |
| 1  | Алтинівська сільська рада   | c. Алтинівка   | c. Алтинівка |           |                 | 1770                   |                     |
| 2  | Бистрицька сільська рада    | c. Бистрик     | c. Бистрик c. Безкровне c. Ковбасине c. Марухи c. Папкине c. Прогрес c. Ретик c. Соломашине c. Срібровщина c. Червона Гірка |           |                 | 1290                   |                     |
| 3  | Білогривська сільська рада  | c. Білогриве   | c. Білогриве c-ще Луч c. Медведеве c. Пасіка c. Перемога c. Сажалки c. Хрещатик c. Шлях                                     |           |                 | 590                    |                     |
| 4  | Божківська сільська рада    | c. Божок       | c. Божок c. Веселі Гори c. Заболотове                                                                                       |           |                 | 854                    |                     |
| 5  | Буйвалівська сільська рада  | c. Буйвалове   | c. Буйвалове c. Миколаєнкове c-ще Мирне c. Неровнине c. Свидня                                                              |           |                 | 595                    |                     |
| 6  | Гречкинська сільська рада   | c. Гречкине    | c. Гречкине c. Васильківщина c. Воронцове c. Дідівщина c. Заріччя c. Пиротчине                                              |           |                 | 610                    |                     |
| 7  | Добротівська сільська рада  | c. Добротове   | c. Добротове c. Терехове |           |                 | 751                    |                     |
| 8  | Дубовицька сільська рада    | c. Дубовичі    | c. Дубовичі |           |                 | 1282                   |                     |
| 9  | Зазірківська сільська рада  | c. Зазірки     | c. Зазірки c. Калашинівка c. Новоселиця                                                                                     |           |                 | 736                    |                     |
| 10 | Камінська сільська рада     | c. Камінь      | c. Камінь c. Заруддя c. Морозівка                                                                                           |           |                 | 996                    |                     |
| 11 | Литвиновицька сільська рада | c. Литвиновичі | c. Литвиновичі c. Антонівка c. Воргол                                                                                       |           |                 | 952                    |                     |
| 12 | Локнянська сільська рада    | c. Локня       | c. Локня |           |                 | 569                    |                     |
| 13 | Майорівська сільська рада   | c. Майорівка   | c. Майорівка |           |                 | 259                    |                     |
| 14 | Мутинська сільська рада     | c. Мутин       | c. Мутин c. Горохове c. Жабкине c. Кащенкове c. Кубахове c. Отрохове c. Хоменкове                                           |           |                 | 1551                   |                     |
| 15 | Обтівська сільська рада     | c. Обтове      | c. Обтове c. Губарівщина c. Погорілівка                                                                                     |           |                 | 1590                   |                     |
| 16 | Спаська сільська рада       | c. Спаське     | c. Спаське c. Лапшине c. Любитове                                                                                           |           |                 | 1755                   |                     |
| 17 | Тулиголівська сільська рада | c. Тулиголове  | c. Тулиголове |           |                 | 1464                   |                     |
| 18 | Яровська сільська рада      | c. Ярове       | c. Ярове c. Загорівка |           |                 | 253                    |                     |
| 19 | Ярославецька сільська рада  | c. Ярославець  | c. Ярославець c. Покровське                                                                                                 |           |                 | 1193                   |                     |

* Примітки: м. — місто, с-ще — селище, смт — селище міського типу, с. — село